# Lurin (Saint-Barthélemy)
Lurin est un quartier paisible et pittoresque de Saint-Barthélemy dans les Caraïbes. Il est situé sur une colline avec une vue imprenable sur la mer des Caraïbes, dans la partie centrale-sud de l'île, à l'est de Gustavia. C'est l'un des plus grands quartiers de l'île, connu pour ses villas de luxe et ses jardins tropicaux. Il y a plusieurs plages à proximité de Lurin, notamment la plage de Gouverneur et la plage de Shell Beach à Gustavia.